# عکس برگردان

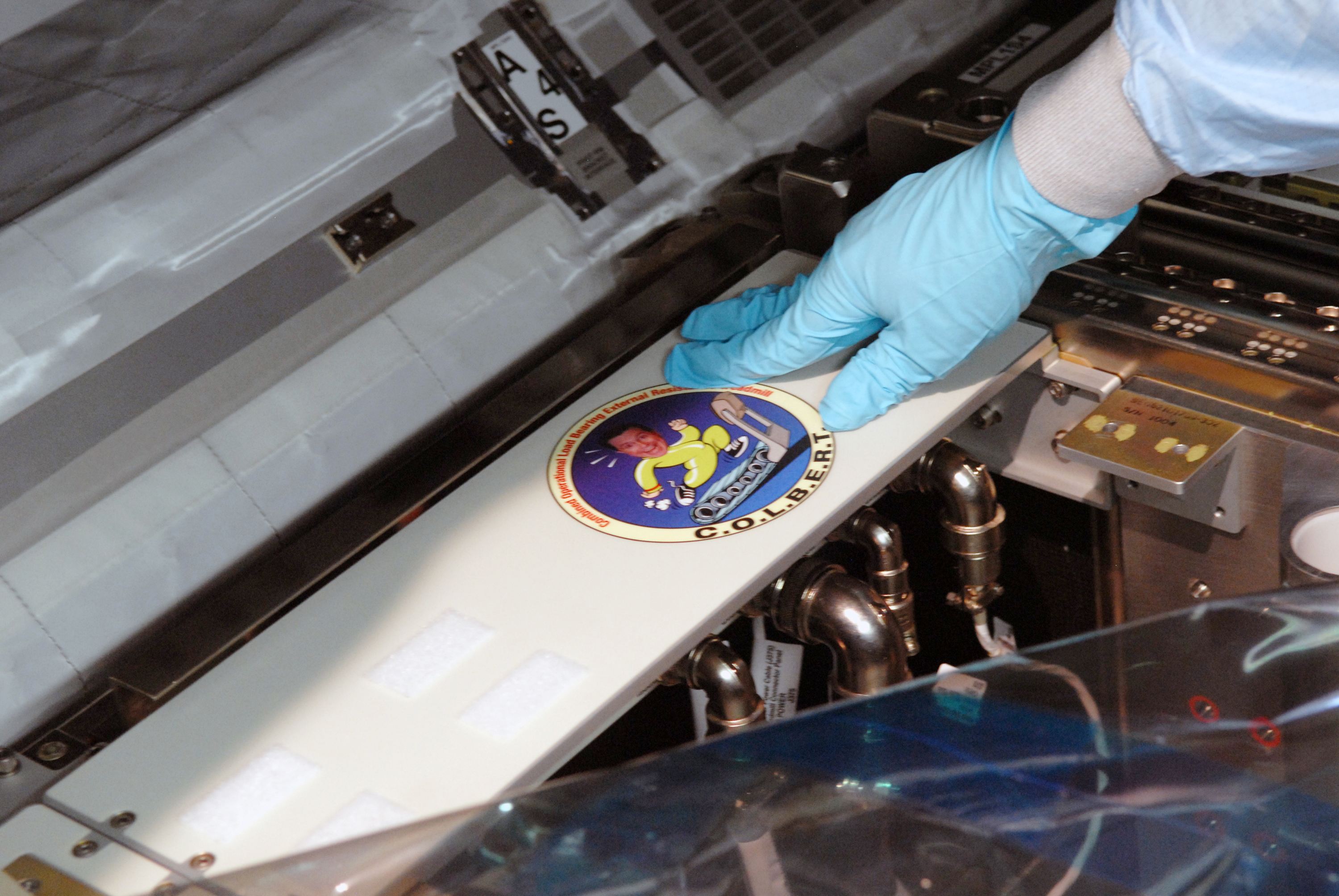
عکس برگردانی که به یک ماشین آلات چسبیده شده است

عکس برگردان (به انگلیسی: Decal) یا عکس قابل انتقال (به انگلیسی: Transfer) یک بستر پلاستیکی، پارچه‌ای، کاغذ، یا سرامیک نقش‌داری است که روی آن پترن یا تصویری چاپ شده است که در صورت تماس معمولاً با کمک گرما یا آب می‌توان آن را به سطح دیگری منتقل کرد.
این کلمه کوتاه شده است برای دکالکومانیا (به ایتالیایی: decalcomania) یک تکنیک تزئینی که توسط آن حکاکی‌ها و چاپ‌ها به سفال یا مواد دیگر منتقل می‌شود. این تکنیک توسط سیمون فرانسوا راونه، حکاک فرانسوی که بعداً به انگلستان نقل مکان کرد، ابداع شد و فرآیندی را که او «دکلره» (به فرانسوی: décalquer) (به معنای «کپی کردن با ردیابی») نامید، کامل کرد. در طول عکس برگردان یا عکس برگردان در اواخر قرن نوزدهم به‌طور گسترده‌ای گسترش یافت.

## خواص
اصطلاح «عکس برگردان» به انتقال هنر تولید انبوه در دو حالت مختلف اشاره دارد:
1. همان‌طور که ساخته شده است، که شامل آثار هنری چاپ شده در سمت بالای کاغذ یا فیلم برچسب استوک است که به‌طور موقت توسط یک چسب معمولی محلول در آب یا گرما به قسمت بالایی یک سیلیکون یا مواد آزاد کننده دیگر چسبانده شده است. کاغذ پوشش داده شده یا استوک پشتی فیلم. عکس برگردان‌ها در این حالت ترکیبی تولید، ارسال و ذخیره می‌شوند.
2. همان‌طور که اعمال می‌شود، در جایی که فقط اثر هنری با چسب پشت باقی می‌ماند، به‌طور موقت یا دائمی همان‌طور که طراحی شده است، به بستر مورد نظر (و مناسب) چسبانده شده است.

دو نوع مختلف عبارتند از اسلاید سنتی یا آب دیپ با چاپ سیلک نمایش آثار هنری روی کاغذ مقاوم در برابر آب که با لایه ای از چسب محلول در آب پوشانده شده است، و فرمت خشکپوست و چسباندن با استفاده از یک چسب استاندارد - که از نظر فنی یک عکس برگردان نیست، زیرا «انتقال هنری» وجود ندارد، بلکه یک برچسب پشت چسبدار است که به عنوان برچسب شناخته می‌شود. هنگامی که از وینیل ساخته می‌شود، دومی به عنوان عکس برگردان برش وینیل شناخته می‌شود.

## فرایند تولید مدرن
تولید انبوه برگردان‌های وینیل با رول‌های بزرگ ورق وینیل شروع می‌شود. وینیل از طریق یک برش پلاتر یا چاپگر/کاتر با فرمت بزرگ تغذیه می‌شود که تصویر مورد نظر را چاپ می‌کند و اشکال مورد نظر را برش می‌دهد. طرح‌ها معمولاً با استفاده از نرم‌افزارهای کامپیوتری تخصصی ایجاد می‌شوند و به صورت الکترونیکی به ماشین‌ها ارسال می‌شوند. پس از برش الگوها، وینیل اضافی روی ورق در فرآیندی به نام علف‌های هرز. حذف می‌شود. در نهایت، یک پیش ماسک کاغذی را می‌توان در بالای طرح وینیل اعمال کرد که امکان استفاده آسان از حروف و اشکال متعدد را فراهم می‌کند.
یک نوآوری اخیر شامل گنجاندن مدار سامانه بازشناسی با امواج رادیویی (RFID) (تراشه و آنتن) در صفحه کاغذ یا فیلم است.

## برنامه‌های کاربردی

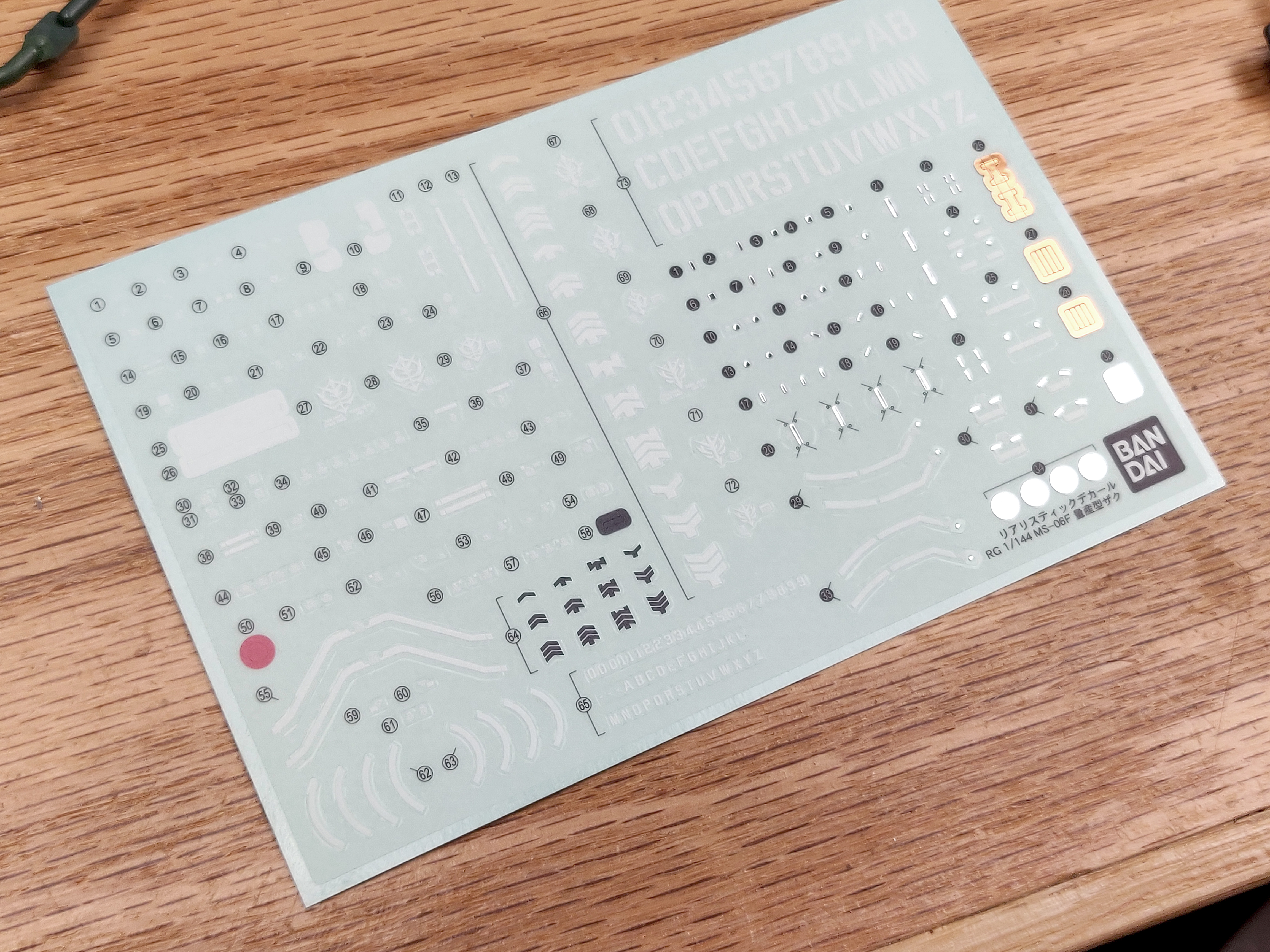
ورق عکس برگردان برای مدل پلاستیکی

عکس برگردان‌ها از اواسط قرن بیستم به بعد در خودروهای هات رد و کیت مدل‌های پلاستیکی استفاده شده بودند. همراه با برچسب برای «شخصی کردن» موارد، مانند آلات موسیقی یا وسایل ورزشی استفاده می‌شود.
سازمان‌های دولتی (و برخی از مشارکت‌های خصوصی و دولتی) از برچسب‌های دائمی پوست‌کن و چسباندن روی وسایل نقلیه برای شناسایی استفاده می‌کنند. این «عکس برگردان‌ها» به عنوان علامت‌های ناوگان نامیده می‌شوند و طبق قانون برای همه وسایل نقلیه آتش‌نشانی و اجرای قانون در آمریکا الزامی هستند. بیشتر نشانه‌های ناوگان از وینیل بازتابنده با چسب پشتی ایجاد می‌شوند که به صورت لایه‌برداری و چسباندن اعمال می‌شود.

## روش‌های چاپ
- چاپ جوهرافشان
- چاپ لیزری
- چاپ آفست
- نقش برجسته
- فتوکپی
- چاپ حرارتی